# Sandhja
Sandhja Kuivalainen conocida como Sandhja (n. Helsinki, Finlandia, 16 de marzo de 1991) es una cantante, compositora y enfermera finlandesa de origen indo-guyanés. Su género es el Pop, dance pop, R&B contemporáneo, soul y funk. 
Es la nueva representante de Finlandia en el Festival de la Canción de Eurovisión 2016, donde interpretó la canción "Sing it away" (en español: "Sácalo afuera") cantada en inglés.

## Biografía
Nació en la capital finlandesa. Sus orígenes provienen de la India y Guyana. Al graduarse en secundaria, pasó a estudiar Enfermería y tras titularse trabajó durante unos años como enfermera en el "Hospital Jorvin sairaala" de la ciudad de Espoo.
Con el tiempo inició su carrera musical, definiéndose como artista de pop, dance pop, R&B contemporáneo, soul y funk.
Uno de sus primero trabajos como cantante fue en 2010, en una colaboración con el rapero Juno, que fue para la canción ”Yksinäinen kulkija” e incluida en el álbum del mismo "J.K x 2 Tunti terapiaa".
El 15 de noviembre de 2013, lanzó su primer sencillo titulado "Hold Me", de gran repercusión, logró colocarse en las listas de importantes emisoras de radio de Finlandia y llegó a grabar un videoclip.
El 7 de marzo de 2014 lanzó su segundo sencillo Gold del que logró gran aceptación. Luego al sacar un total de doce canciones entre ellas otras también destacadas, el 23 de mayo lanzó su primer álbum debut titulado como su segundo sencillo Gold, bajo el sello discográfico Sony Music Entertainment (SME).
Durante este tiempo, empezó a darse a conocer por el país, dio sus primeros conciertos y fue invitada por muchos medios de comunicación.
En mayo de 2015, junto al artista Brandon Bauer sacó el sencillo The Flavor y en solitario sacó My Bass.
El 12 de enero de 2016 fue anunciada por la compañía de radiofusión Yleisradio (Yle), como una de las 18 que competirían en la selección nacional eurovisiva "Uuden Musiikin Kilpailu". Al obtener el mayor voto del jurado y el tercer puesto por parte del público, ganó con su canción Sing It Away (Desquítate cantando) escrita por ella y los artistas Milos Rosas, Heikki Korhonen, Petri Matara y Markus Savijoki. Logró situarla 8a del top nacional Suomen virallinen lista.
Al ganar la selección nacional, se ha convertido en la nueva representante de Finlandia en el Festival de la Canción de Eurovisión 2016 que tras la victoria del cantante Måns Zelmerlöw, a celebrarse en el estadio cubierto Globen Arena de Estocolmo, Suecia.
En el festival eurovisivo, su primera actuación sería en la primera semifinal.

## Discografía

### Álbum
| Título | Detalles                                                                                           |
| ------ | -------------------------------------------------------------------------------------------------- |
| Gold   | - Lanzamiento: 23 de mayo de 2014 - Etiqueta: Sony Music Entertainment - Formato: Descarga digital |

### Singles
| 2016 | "Sing It Away" | 8                                                             | -                                                             |                                                               |                                                               |                                                               |                                                               |                                                               |                                                               |                                                               |                                                               |                                                               |                                                               |                                                               |                                                               |                                                               |                                                               |                                                               |                                                               |                                                               |                                                               |
| 2016 | —              | "—" denotes a single that did not chart or were not released. | "—" denotes a single that did not chart or were not released. | "—" denotes a single that did not chart or were not released. | "—" denotes a single that did not chart or were not released. | "—" denotes a single that did not chart or were not released. | "—" denotes a single that did not chart or were not released. | "—" denotes a single that did not chart or were not released. | "—" denotes a single that did not chart or were not released. | "—" denotes a single that did not chart or were not released. | "—" denotes a single that did not chart or were not released. | "—" denotes a single that did not chart or were not released. | "—" denotes a single that did not chart or were not released. | "—" denotes a single that did not chart or were not released. | "—" denotes a single that did not chart or were not released. | "—" denotes a single that did not chart or were not released. | "—" denotes a single that did not chart or were not released. | "—" denotes a single that did not chart or were not released. | "—" denotes a single that did not chart or were not released. | "—" denotes a single that did not chart or were not released. | "—" denotes a single that did not chart or were not released. |

### Colaboraciones
| Año  | Artista       | Título               | Álbum                  |
| ---- | ------------- | -------------------- | ---------------------- |
| 2010 | Juno          | ”Yksinäinen kulkija” | J.K x 2 Tunti terapiaa |
| 2015 | Brandon Bauer | ”The Flavor”         | Versetile              |